# Kârale Andreassen
Kârale Andreassen (1890 i Tasiilaq – 1934) (også skrevet Kaarale, Karâle og Karalé og Karale) var en grønlandsk lærer, overkateket i Kuummiut og kunstner (moderne nordisk romantik) kendt for tegninger og illustrationer af bl.a. traditionelle tupilakker og naturscener. Fødselsdagen angives til 15. aug. af Fisker,[kilde mangler] 15. maj af Geertsen.[kilde mangler]
Søn af en af inuitternes åndelige ledere, åndemaneren Mitsivarniánga (Sugeren) og moderen Pisêrajik (Snespurven) og døbt som en af de 8 første østgrønlændere midt i april 1899 af pastor F. C. P. Rüttel, 5 år efter bopladsen Tasiilaq blev oprettet efter 'opdagelsen' af samfundet i 1884. Faderen fik senere som kristent døbt navnet Andreas, deraf efternavnet Andreassen.
Kârales tegnefærdigheder og stil blev stærkt præget af kateketen, grønlænderen Henrik Lund, der underviste Kârale.
I 1910 ankom han til Nuuk for at læse på seminariet, hvor han kom i kontakt med mange andre kunstneriske stilarter. På en noget omfangsrig hjemtur fra Nuuk til Tassilaq boede Karâklek en tid hos Knud Rasmussens forældre i Lynge i Nordsjælland. I Tasiilaq gifter han sig med Johanne og udvikler den grønlandsk-danske lokale kultur bl.a. i kraft af sin lærergerning.
Knud Rasmussen besøgte 1919 Tasiilaq på sin 4. Thuleekspedition og Kârale fungerede som bl.a. fortæller af de gamle, lokale sagn, som han var godt bekendt med gennem sin fars virke som åndemaner og som illustrator af Knuds beretning. Disse præcise og sigende tegninger af sagnenes verden, lokale naturliv og portrætter anses for Kârales bedste værk og udbredte hans ry som kunstner i verdensklasse. Tegningerne med blyant suppleredes fra 1920'erne med tusch og blæk. Enkelte oliemalerier er også udført bl.a. Fjordlandskab.
Kârale var Knud Rasmussens bindeled til lokalbefolkningen og den originale kultur i forbindelse med optagelserne til spillefilmen Palos brudefærd, hvor han bl.a. stod for lyd og stemmer.
Tilblivelsen af filmen tilskrives for en stor del ham jf. bogen 'Tasiilaq'(1) s. 216.[kilde mangler]
Kârale slutter sit korte liv i 1934 på toppen med at lave de største tre tegninger i sin karriere (i følge maleren Geertsen[kilde mangler]). Dødsårsagen er ikke oplyst, men det kan bemærkes at være i tidsmæssig sammenhæng med hans ophold i Danmark og umiddelbare tilbagerejse til Tasiilaq, hvor en uvant infektion måske er en nærliggende forklaring.

## Galleri
- Isbjørn af K.A.
- Kirke i Tasiilaq
- Tasiilaq en sommernat